# دياني رودريغيز
دياني رودريغيز (بالإنجليزية: Diane Rodriguez)‏ هي مخرجة وممثلة أمريكية، ولدت في 22 يونيو 1951، وتوفيت في 10 أبريل 2020.

## وصلات خارجية
- دياني رودريغيز على موقع IMDb (الإنجليزية)
- دياني رودريغيز على موقع قاعدة بيانات الفيلم (الإنجليزية)